# دان دی‌کایزر
دان دی‌کایزر (انگلیسی: Dawn DeKeyser) تهیه‌کننده تلویزیونی و فیلم‌نامه‌نویس اهل ایالات متحده آمریکا است.
از فیلم‌ها یا مجموعه‌های تلویزیونی که وی در آن‌ها نقش داشته‌است، می‌توان به بکر، بتی بی‌ریخته و کارآگاه خوش‌خوراک اشاره نمود.